# Elizabeth Algrávez
Elizabeth Algrávez, poeta, traductora y editora nacida en Mexicali, Baja California, en 1972.

## Biografía
Egresada del Centro de Estudios Literarios (CEL), es Licenciada en Lengua y Literatura de Hispanoamérica por la UABC, y Maestra en Mercadotecnia por la UAA. Becaria del Fondo Estatal para la Cultura y las Artes (Baja California, 1996-97, 2001), fue Directora del Instituto Municipal de Arte y Cultura de Tijuana (IMAC), de 2001 a 2004; ha sido docente en la Universidad Autónoma de Baja California impartiendo las materias de Mercadotecnia Editorial, Introducción a la Literatura, Creación Literaria, Promoción Cultural, y Literatura Erótica, entre otras. 

## Obras
Entre su obra publicada se encuentran: "Cantos buranos. Traducción de los Carmina Burana" (Ediciones Los Domésticos, Mexicali, BC., 1993), "Arenario" (ICBC, Mexicali, B.C., 1994), "La mujer habitada" (La hoja murmurante, Toluca, Edo. de México, 1994), "Trilogía de arena" (Conaculta-Monte Gargano México, D.F., 1999),  ¨Venenos¨, Elizabeth Algrávez (El Grafógrafo: ediciones-ICBC, Tijuana, B.C., 2011) y ¨Amor es una palabra aguda¨ (El Grafógrafo: ediciones, 2013).
Asimismo ha sido antologada en las publicaciones ¨Al otro lado/Across the line¨ (San Diego, C.A., 2002); la antología bilingüe de poesía erótica ¨Nuestra cama es de flores/Our bed is made of flowers¨ (CONACULTA-CECUT, 2005); Delta de voces, muestra literaria de egresados del CETYS Universidad (CETYS, Mexicali, B.C., 2009); y ¨Cinco siglos de poesía femenina en México (siglo XVI al XX)¨ (2011, publicado por el Gobierno del Edo. de México).
Actualmente es editora en una importante trasnacional en el rubro de educación.